# Genelo I Genúnio
Genelo I Genúnio (em latim: Genelus; em armênio: Գնել; romaniz.: Gnel) foi um nobre armênio (nacarar) do século IV.

## Nome
Genelo (Genelus) é a forma latina do armênio Guenel (Գնել, Gnel), que derivou do verbo gneay (գնեայ), "comprar".

## Vida
Genelo foi naapetes (chefe) da família Genúnio no século IV. Talvez teve uma filha que casou-se com Tiridates, filho do rei Tigranes VII (r. 339–350), com quem teve um filho de nome Genelo. É citado como avô de Genelo na obra de Moisés de Corene.